# Adonis Sepúlveda
Adonis Ramón Sepúlveda Acuña (Viña del Mar, 30 de octubre de 1919 - Santiago, 2 de noviembre de 2005) fue un contador y político socialista chileno.

## Biografía
Hijo de Ramón Sepúlveda Leal y Albina Acuña Venegas. Casado con Esterbina Espinoza Sánchez con quien tuvo dos hijas.
Estudió en la Escuela Inglesa de Viña del Mar y en el Liceo Manuel Barros Borgoño de Santiago. Ingresó al Instituto Valentín Letelier, de donde egresó como contador en 1941. Mientras estudiaba se desempeñaba como operador de cine y nochero en el Laboratorio Chile.

## Actividades públicas
- Militante del Partido Socialista desde 1936.
- Miembro de la sección contable del Ministerio de Obras Públicas (1938-1945).
- Contador en jefe del Ministerio de Obras Públicas (1945-1950).
- Secretario del Ministerio de Obras Públicas (1950-1960).
- Secretario General del Partido Socialista (1971-1973).
- Senador por Chiloé, Aysén y Magallanes, en reemplazo de Salvador Allende Gossens, quien fuera electo Presidente de Chile (1970), incorporándose en su lugar el 21 de mayo de 1971, tras ganar en la elección complementaria del 4 de abril de 1971, para completar el período en 1973.
- Senador propietario por Chiloé, Aysén y Magallanes (1973-1981), integrante de la comisión permanente de Relaciones Exteriores.
- Presidente y vocero del Partido Federado de la Unidad Popular (1973).

El Golpe de estado del 11 de septiembre de 1973, puso término anticipado al período legislativo por medio del Decreto Ley N.° 27, del 21 de septiembre de 1973, el cual disolvió el Congreso Nacional y se da inicio a una Dictadura, encabezada por el general Augusto Pinochet Ugarte (1973-1990).

- Exiliado en México, luego Francia y Bélgica.
- Director de la Revista "Socialismo Chileno", publicada en Bruselas, donde participó además Clodomiro Almeyda y Jorge Arrate.
- Retornó a Chile en 1990, dedicándose a la reconstrucción del Partido Socialista, a pesar de ser opositor a la moderación adoptada por la nueva cúpula partidista, siendo uno de los fervientes radicalizadores socialistas.

El XXVI Congreso General del Partido Socialista de Chile "Verdad y Justicia", otorgó al compañero Adonis Sepúlveda Acuña, la Medalla Salvador Allende, "en razón a sus méritos como militante socialista de toda una vida".

## Historial electoral

### Elecciones parlamentarias de 1969
- Elecciones parlamentarias de 1969  Candidato a Senador Tercera Agrupación Provincial, Valparaíso y Aconcagua

Período 1969-1977 (Fuente: Diario El Mercurio, 4 de marzo de 1969)

### Elección complementaria de 1971
- Elección parlamentaria complementaria de 1971, por la 10ª Agrupación Provincial, Chiloé, Aysén y Magallanes

### Elecciones parlamentarias de 1973
- Elecciones parlamentarias de 1973 para la 10ª Agrupación Provincial, Chiloé, Aysén y Magallanes.